# Cobaltinitrito de sódio
Cobaltinitrito de sódio é um composto de coordenação com a fórmula Na3Co(NO2)6. O ânion deste sal amarelado consiste de um centro de cobalto(III) N-ligado a seis ligantes nitrito. É um reagente para testes qualitativos para íons potássio e amônio.

## Síntese e reações

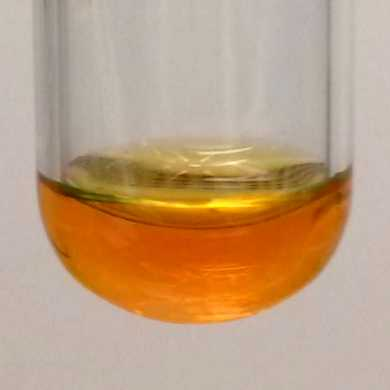
Na_{3}Co(NO_{2})_{6} (aq).

O composto é preparado pela oxidação de  sais de cobalto (II) na presença de nitrito de sódio:
4 [Co(H2O)6](NO3)2  +  O2  +  24 NaNO2   →   4 Na3[Co(NO2)6]  +  8 NaNO3 +  4 NaOH  +  22 H2O